# Camillo Mazzella
Camillo Mazzella (Vitulano, 10 febbraio 1833 – Roma, 26 marzo 1900) è stato un gesuita, cardinale e teologo italiano.
Fu nominato cardinale della Chiesa cattolica da papa Leone XIII.

## Biografia
Nacque a Vitulano il 10 febbraio 1833. Ordinato sacerdote nel 1855, due anni dopo entrò nella Compagnia di Gesù. Dopo l'espulsione dall'Italia dei gesuiti studiò in Francia e negli Stati Uniti. In seguito insegnò in alcune università statunitensi, pubblicando vari scritti teologici: De Religione et Ecclesia, De Deo Creante, De Gratia Christi e De Virtutibus infusis. In Italia insegnò a Roma all'Università Gregoriana. Cardinale dal 1886, Camillo Mazzella fu poi nominato da Leone XIII Vicario per il Santuario di Pompei dove si insediò nel 1896. Cominciò allora un'attiva collaborazione con l'avv. Bartolo Longo che, fin dal 1872, in qualità di amministratore dei possedimenti della contessa Marianna Di Fusco di Napoli si stava adoperando a propagandare ulteriormente la preghiera del Rosario e aveva promosso la costruzione, a Pompei, di un santuario dedicato alla Vergine. Il card. Mazzella collaborò attivamente col beato Bartolo Longo, anche per la familiarità che aveva col papa Leone XIII. Si dice, infatti, che abbia collaborato anche alla stesura della famosa enciclica "Rerum Novarum".
Morì il 26 marzo 1900 all'età di 67 anni.

## Genealogia episcopale
La genealogia episcopale è:
- Cardinale Scipione Rebiba
- Cardinale Giulio Antonio Santori
- Cardinale Girolamo Bernerio, O.P.
- Arcivescovo Galeazzo Sanvitale
- Cardinale Ludovico Ludovisi
- Cardinale Luigi Caetani
- Cardinale Ulderico Carpegna
- Cardinale Paluzzo Paluzzi Altieri degli Albertoni
- Papa Benedetto XIII
- Papa Benedetto XIV
- Papa Clemente XIII
- Cardinale Marcantonio Colonna
- Cardinale Giacinto Sigismondo Gerdil, B.
- Cardinale Giulio Maria della Somaglia
- Cardinale Carlo Odescalchi, S.I.
- Cardinale Costantino Patrizi Naro
- Cardinale Lucido Maria Parocchi
- Cardinale Camillo Mazzella